# José Rubio Segarra
José Rubio Segarra (la vall d'Uixó, 6 de juliol de 1957) ha estat un polític valencià, diputat en la primera legislatura de les Corts Valencianes.
Militant del PSPV-PSOE fou elegit diputat per la circumscripció de Castelló a les eleccions a les Corts Valencianes de 1983. Ha estat vocal de les comissions d'Educació i Cultura, d'Economia, Pressupostos i Hisenda i d'Agricultura, Ramaderia i Pesca de les Corts Valencianes. De 2004 a 2007 ha estat president de la Junta Local de les Falles de la Vall d'Uixó.